# Rahir Point
Der Rahir Point (französisch Cap Rahir) ist eine Landspitze an der Danco-Küste des Grahamlands auf der Antarktischen Halbinsel. In der Flandernbucht markiert sie das nordöstliche Ende einer Halbinsel unmittelbar nördlich der Thomson Cove.
Teilnehmer der Belgica-Expedition (1897–1899) unter der Leitung des belgischen Polarforschers Adrien de Gerlache de Gomery nahmen die erste Kartierung und die Benennung vor. Namensgeber ist vermutlich der belgische Geograph Maurice Rahir (1862–1935), Bibliothekar und späterer Generalsekretär der Société Royale Belge de Géographie. Das UK Antarctic Place-Names Committee übertrug am 23. September 1960 die französische Benennung ins Englische.